# Awanhard (Krywyj Rih)
Awanhard (ukrainisch Авангард; russisch Авангард Awangard) ist eine Ansiedlung im Westen der ukrainischen Oblast Dnipropetrowsk mit etwa 1500 Einwohnern (2001).
Die Siedlung liegt inmitten des Rajon Krywyj Rih und gehört administrativ zur Stadtgemeinde Krywyj Rih.
Die Ortschaft liegt nahe dem linken Ufer des zum Karatschuniwka-Stausee angestauten Inhulez 2 km flussabwärts vom Dorf Losuwatka, 17 km nordwestlich vom Stadtzentrum Krywyj Rihs und 160 km südwestlich vom Oblastzentrum Dnipro.
Durch das Dorf verläuft die Fernstraße N 23 und die Bahnstrecke von Pjatychatky nach Dolynska.